# Albalophosaurus yamaguchiorum
Albalophosaurus yamaguchiorum Ohashi and Barrett, 2009 è un dinosauro erbivoro appartenente ai cerapodi. Visse nel Cretacico inferiore (Valanginiano, tra 140,2 e 136,4 milioni di anni fa) e i suoi resti fossili sono stati ritrovati in Giappone.

## Descrizione e classificazione
Questo dinosauro è stato descritto nel 2009 sulla base di resti fossili rinvenuti nel 1997 nella formazione Kuwajima, nella prefettura di Ishikawa. L'olotipo consiste in alcune ossa del cranio, disarticolate e incomplete, e in una mandibola sinistra, che si ritiene appartengano a un solo individuo. Il nome generico deriva dal latino albus, "bianco", e dal greco lophos, "cresta", in riferimento alla cima innevata del monte Hakusan, dove è stato ritrovato il fossile. L'età esatta degli strati in cui è stato ritrovato l'esemplare fossile non è nota, a causa della mancanza di sedimenti marini contenenti fossili guida.
Nonostante Albalophosaurus sia stato classificato inizialmente come un ceratopo basale, è più probabile che questo animale fosse imparentato con gli ornitopodi a causa delle affinità della dentatura. In ogni caso, gli autori della descrizione originale hanno classificato Albalophosaurus come Cerapoda incertae sedis.